# Championnat des îles Féroé de football 1987
Navigation
1. Deild 1986 1. Deild 1988
La saison 1987 du Championnat des îles Féroé de football était la 46e édition de la première division féroïenne à poule unique, la 1. Deild. Les huit meilleurs clubs du pays jouent les uns contre les autres à deux reprises durant la saison, à domicile et à l'extérieur.
La saison prochaine, le championnat va accueillir 10 équipes : il n'y a donc pas de relégation en fin de saison et les 2 meilleurs clubs de 2. Deild seront promus en première division.
Après plusieurs saisons aux résultats mitigés (souvent aux portes de la relégation), le TB Tvoroyri retrouve les sommets du championnat en remportant le titre national cette saison. Le club devance au classement final le HB Torshavn et le tenant du titre, le GI Gota, d'un seul point. C'est le 7e titre de champion de l'histoire du club.
Le HB Torshavn gagne la finale de la Coupe des îles Féroé face au IF Fuglafjordur club de 2. Deild.

## Compétition

### Classement
Le barème de points servant à établir le classement se décompose ainsi :
- Victoire : 2 points
- Match nul : 1 point
- Défaite : 0 point

| Rang | Équipe          | Pts | J  | G | N | P | Bp | Bc | Diff |
| ---- | --------------- | --- | -- | - | - | - | -- | -- | ---- |
| 1    | TB Tvoroyri     | 18  | 14 | 7 | 4 | 3 | 26 | 16 | +10  |
| 2    | HB Torshavn (C) | 17  | 14 | 6 | 5 | 3 | 34 | 17 | +17  |
| 3    | GI Gota (T)     | 17  | 14 | 6 | 5 | 3 | 32 | 20 | +12  |
| 4    | NSI Runavik     | 16  | 14 | 6 | 4 | 4 | 22 | 20 | +2   |
| 5    | KÍ Klaksvík     | 12  | 14 | 2 | 8 | 4 | 19 | 26 | -7   |
| 6    | B68 Toftir      | 12  | 14 | 3 | 6 | 5 | 14 | 22 | -8   |
| 7    | LIF Leirvik     | 10  | 14 | 3 | 4 | 7 | 21 | 30 | -9   |
| 8    | VB Vagur (P)    | 10  | 14 | 1 | 8 | 5 | 10 | 27 | -17  |

|  | Vainqueur du championnat 1987                                                                    |
|  | (T) Tenant du titre (C) Vainqueur de la Coupe des îles Féroé (P) Club promu de deuxième division |

### Résultats[n 1]
| Résultats (▼dom., ►ext.) | B68 | GÍG | HB  | KÍ  | LIF | NSÍ | TBT | VBV |
| B68 Toftir               |     | 2-2 | 1-0 | 0-2 | 4-1 | 0-1 | 1-0 | 0-0 |
| GI Gota                  | 2-2 |     | 4-1 | 1-0 | 3-2 | 4-1 | 4-0 | 1-2 |
| HB Tórshavn              | 1-1 | 1-1 |     | 6-2 | 3-0 | 2-3 | 1-1 | 8-0 |
| KÍ Klaksvík              | 1-1 | 3-0 | 1-1 |     | 1-1 | 2-2 | 0-3 | 3-0 |
| LIF Leirvik              | 2-0 | 2-2 | 1-4 | 2-2 |     | 1-3 | 2-3 | 2-0 |
| NSI Runavik              | 3-0 | 3-1 | 0-2 | 2-2 | 1-2 |     | 2-0 | 1-1 |
| TB Tvøroyri              | 5-0 | 2-1 | 2-2 | 0-0 | 4-3 | 3-0 |     | 0-0 |
| VB Vagur                 | 2-2 | 2-2 | 0-2 | 3-3 | 0-0 | 0-0 | 0-3 |     |

## Bilan de la saison
| Championnat des îles Féroé de football 1987 |                        |
| Champion                                    | TB Tvoroyri (7e titre) |
| Coupes et trophées                          |                        |
| Vainqueur de la Coupe des îles Féroé 1987   | HB Torshavn            |
| Promotions et relégations                   |                        |
| Promus en 1. deild                          | B36 Tórshavn           |
| Promus en 1. deild                          | IF Fuglafjordur        |
| Relégués en 2. deild                        | Aucun                  |